# فهرست بیمارستان‌های استان خوزستان
| نام بیمارستان                                  | نوع            | شهرستان         | سال تأسیس | تخت | آدرس                                                                            |
| ---------------------------------------------- | -------------- | --------------- | --------- | --- | ------------------------------------------------------------------------------- |
| بیمارستان امام خمینی اهواز (شمارهٔ ۱ جندی‌شاپور) | دانشگاهی       | اهواز           | ۱۳۰۶      | ۷۵۰ | اهواز، خیابان آزادگان (۲۴ متری سابق)                                            |
| بیمارستان کودکان ابوذر اهواز                   | دانشگاهی       | اهواز           |           |     | اهواز، میدان شهید بندر (چهار شیر)، بلوار پاسداران (کورش کبیر)، خیابان پرستار    |
| بیمارستان رازی اهواز                           | دانشگاهی       | اهواز           |           |     | اهواز، امانیه، خیابان کاخ                                                       |
| بیمارستان گلستان اهواز (شمارهٔ ۲ جندی‌شاپور)     | دانشگاهی       | اهواز           |           |     | اهواز، کوی گلستان، بیمارستان گلستان                                             |
| بیمارستان شفا اهواز                            | دانشگاهی       | اهواز           |           |     | اهواز، کوی گلستان، مرکز آموزشی درمانی شفا، صندوق پستی ۳۱۵۵                      |
| بیمارستان سینای اهواز                          | دانشگاهی       | اهواز           |           |     | اهواز، کوت عبدالله، میدان خزامی                                                 |
| بیمارستان سلامت اهواز                          | دانشگاهی       | اهواز           |           |     | کیلومتر ۷جادهٔ اهواز-اندیمشک، جنب فیال بتون                                      |
| بیمارستان بزرگ نفت اهواز                       | شرکت نفت       | اهواز           |           |     | اهواز، شهرک نفت                                                                 |
| بیمارستان آپادانا اهواز                        | خصوصی          | اهواز           |           |     | اهواز، لشکر (کمپلوی شمالی)، خیابان سروش شمالی، نبش اتوبان قدس (لشکر)            |
| بیمارستان آریا اهواز                           | خصوصی          | اهواز           |           |     | اهواز، کیانپارس، خیابان هفدهم شرقی                                              |
| بیمارستان اروند اهواز                          | خصوصی          | اهواز           |           |     | اهواز، خیابان شریعتی (۳۰ متری)                                                  |
| بیمارستان مهر اهواز                            | خصوصی          | اهواز           |           |     | اهواز، کیانپارس، خیابان کوثر                                                    |
| بیمارستان کرمی اهواز                           | کمیته امداد    | اهواز           |           |     | اهواز، سه‌راه خرمشهر، خیابان بهاران                                              |
| بیمارستان بوستان اهواز                         | بنیاد جانبازان | اهواز           |           |     | اهواز، کوی گلستان، خیابان فروردین، پارک شقایق (قوری)، خیابان نصرت               |
| بیمارستان فاطمه الزهرا اهواز (پارس)            | نیروی انتظامی  | اهواز           |           |     | اهواز، چهارراه زند، خیابان اباذر (زند)، جنب ستاد فرماندهی انتظامی استان خوزستان |
| بیمارستان امیرالمؤمنین اهواز                   | تأمین اجتماعی  | اهواز           |           |     | اهواز، کوی شهید رجایی سپیدار، بیمارستان امیرالمؤمنین                            |
| بیمارستان امیرکبیر اهواز                       | تأمین اجتماعی  | اهواز           |           |     | اهواز، کَمپُلو (کوی انقلاب)، خیابان امیرکبیر شمالی                                |
| بیمارستان شهید رجایی اهواز (کورش کبیر)         | تأمین اجتماعی  | اهواز           |           |     | اهواز، خیابان آزادگان (۲۴ متری سابق)                                            |
| بیمارستان ۵۷۸ شهید نیاکی ارتش اهواز            | ارتش           | اهواز           |           |     | اهواز، جنب لشکر ۹۲ زرهی                                                         |
| بیمارستان طالقانی اهواز (شیر و خورشید سرخ)     | دانشگاهی       | اهواز           |           |     | اهواز، امانیه، خیابان مستعان                                                    |
| بیمارستان شهید بقایی اهواز                     | سپاه           | اهواز           |           |     | اهواز، اتوبان گلستان، بقایی                                                     |
| بیمارستان شهدای هندیجان                        |                | هندیجان         |           |     | هندیجان، بیمارستان شهدا                                                         |
| بیمارستان امام خمینی آبادان                    |                | آبادان          |           |     | آبادان، سیکلین، جنب پالایشگاه، خیابان منتظری، صندوق پستی ۶۷۱                    |
| بیمارستان طالقانی آبادان                       |                | آبادان          |           |     | آبادان، فیه، بیمارستان آیت الله طالقانی                                         |
| بیمارستان بهشتی آبادان                         |                | آبادان          |           |     | آبادان، خیابان شهید بهشتی، بیمارستان شهید بهشتی                                 |
| بیمارستان ۱۷ شهریور آبادان                     |                | آبادان          |           |     | آبادان، شطیط، بیمارستان ۱۷ شهریور                                               |
| بیمارستان الهادی شوشتر                         | دانشگاهی       | شوشتر           |           |     | شوشتر، چهارراه شهید رجایی غربی، خیابان کمربندی                                  |
| بیمارستان خاتم الانبیا شوشتر                   | دانشگاهی       | شوشتر           |           |     | شوشتر، بلوار جزایری، ابتدای فرهنگ‌شهر                                            |
| بیمارستان گنجویان دزفول                        |                | دزفول           |           |     | جادهٔ دزفول-اندیمشک، روبه‌روی تیپ ۲ لشکر ۹۲ زرهی                                  |
| بیمارستان نبوی دزفول                           |                | دزفول           |           |     | دزفول، خیابان ساحلی                                                             |
| بیمارستان شیر و خورشید (یازهرا) دزفول          |                | دزفول           |           |     | دزفول، خیابان شیر و خورشید                                                      |
| بیمارستان افشار دزفول                          |                | دزفول           |           |     | دزفول                                                                           |
| بیمارستان پایگاه چهارم شکاری دزفول             |                | دزفول           |           |     | دزفول، پایگاه چهارم شکاری                                                       |
| بیمارستان راه زینب بندر امام خمینی             | دانشگاهی       | بندر امام خمینی |           |     | سربندر (شهربندرامام خمینی)، روبه‌روی شهردار                                      |
| بیمارستان امام رضا امیدیه                      | دانشگاهی       | امیدیه          |           |     | امیدیه                                                                          |
| بیمارستان شهید ایرانپور امیدیه                 |                | امیدیه          |           |     | امیدیه                                                                          |
| بیمارستان امام علی اندیمشک                     | دانشگاهی       | اندیمشک         |           |     | اندیمشک                                                                         |
| بیمارستان امید لالی                            | دانشگاهی       | لالی            |           |     | لالی، بلوار بسیج، پایین‌تر از پمپ بنزین، جنب شهرداری                             |
| بیمارستان ۲۲ بهمن مسجدسلیمان                   |                | مسجدسلیمان      |           |     | مسجد سلیمان، نمره دو                                                            |
| بیمارستان حاجیه نرگس معرفی ماهشهر              |                | ماهشهر          |           |     | ماهشهر                                                                          |
| بیمارستان صنایع پتروشیمی ماهشهر                |                | ماهشهر          |           |     | ماهشهر، شهر چمران، بیمارستان ۲۰۰ تختخوابی صنایع ملی پتروشیمی                    |
| بیمارستان حضرت رسول رامشیر                     |                | رامشیر          |           |     | پشت مدرسهٔ شهید مطهری                                                            |
| بیمارستان شهدا ایذه                            |                | ایذه            |           |     | ایذه                                                                            |
| بیمارستان چمران دشت آزادگان                    | دانشگاهی       | دشت آزادگان     |           |     | دشت آزادگان                                                                     |
| بیمارستان اشرفی اصفهانی آغاجاری                | دانشگاهی       | آغاجاری         |           |     | آغاجاری، جنب هلال احمر                                                          |
| بیمارستان شهیدزاده بهبهان                      | دانشگاهی       | بهبهان          | ۱۳۴۷      | ۲۱۰ | بهبهان، میدان پرستار، خیابان شهید زیبایی                                        |
| بیمارستان قلب فاطمه الزهرا بهبهان              | دانشگاهی       | بهبهان          | ۱۴۰۱      | ۷۵  | بهبهان، خیابان شهید زیبایی                                                      |
| بیمارستان ولی عصر بهبهان                       | دانشگاهی       | بهبهان          | ۱۴۰۰      | ۳۰۰ | بهبهان، جاده قدیم اهواز، پردیس ولی عصر (عج)                                     |
| بیمارستان سرطان ام البنین(س)بهبهان             | دانشگاهی       | بهبهان          |           | ۵۰  | بهبهان، جاده قدیم اهواز، پردیس ولی عصر (عج)                                     |
| بیمارستان تامین اجتماعی مصطفی خمینی بهبهان     | تامین اجتماعی  | بهبهان          | ۱۳۵۷      | ۹۶  | بهبهان، کوی حجت، میدان مادر                                                     |
| بیمارستان دندانپزشکی مهرگان بهبهان             | خصوصی          | بهبهان          |           | ۴۰  | بهبهان، گود چهک                                                                 |
| بیمارستان زنان و زایمان فریده بهبهانی          | دانشگاهی       | بهبهان          | ۱۳۴۷      | ۱۲۵ | بهبهان، خیابان فرمانداری، کوچهٔ شهید عبداللهی                                    |
| بیمارستان جراحی مهرگان بهبهان                  | خصوصی          | بهبهان          |           | ۴۰  | بهبهان، میدان محسنی، خیابان آریاگان، روبروی خانه سالمندان                       |
| بیمارستان محلی تشان بهبهان                     | دانشگاهی       | بهبهان          | ۱۴۰۱      | ۳۲  | تشانِ بهبهان                                                                     |
| بیمارستان محلی امام حسین زیدون بهبهان          | دانشگاهی       | بهبهان          | ۱۴۰۱      | ۳۲  | زیدونِ بهبهان                                                                    |
| بیمارستان شهید حسین نژاد بهبهان                | دانشگاهی       | بهبهان          | ۱۴۰۱      | ۳۰  | بهبهان، کوی اسلام آباد                                                          |
| بیمارستان امام حسن بهبهان                      | دانشگاهی       | بهبهان          | ۱۴۰۱      | ۳۰  | بهبهان، خیابان پیروز جنوبی، مجاورت سازمان انتقال خون                            |
| بیمارستان کارون گتوند                          | دانشگاهی       | گتوند           |           |     | گتوند                                                                           |
| بیمارستان ۱۰۰ تختخوابی رامهرمز                 | دانشگاهی       | رامهرمز         |           |     | رامهرمز                                                                         |
| بیمارستان ۵۸۰ ارتش دزفول                       | ارتش           | دزفول           |           |     | دزفول، بلوار شهدای ارتش                                                         |